# Pegasus Airlines
Pegasus Airlines (mã IATA = H9, mã ICAO = PGT) là hãng hàng không của Thổ Nhĩ Kỳ, trụ sở tại Istanbul. Hãng có căn cứ chính ở Sân bay Sabiha Gokcen và căn cứ phụ ở Sân bay Antalya.. Pegasus Airlines có các tuyến bay chở khách quốc nội, quốc tế và các chuyến chở khách thuê bao tới các nơi nghỉ mát ở Thổ Nhĩ Kỳ

## Lịch sử
Pegasus Airlines được thành lập ngày 1.12.1989 bởi hãng hàng không Aer Lingus của Ireland và bắt đầu hoạt động từ ngày 15.4.1990. Năm 1994 hãng "Yapi Kredi" (Yapi ve Kredi Bankasi A.S.) mua lại của Aer Lingus. Ngày nay Pegasus Airlines do hãng "Esas Holding" sở hữu 85% và hãng "Silkar Holding A.S" sở hữu 15%
Sau hai năm hoạt động tích cực, Aer Lingus và Net đã bán cổ phần của họ trong công ty vào năm 1994 cho ngân hàng Yapı Kredi có trụ sở tại Istanbul, biến Pegasus trở thành một công ty thuần túy của Thổ Nhĩ Kỳ.
Tháng 1 năm 2005, ESAS Holdings mua lại Pegasus Airlines và bổ nhiệm Ali Sabanci làm chủ tịch. Hai tháng sau, ông đổi hãng hàng không từ hãng hàng không thuê thành hãng hàng không giá rẻ.
Năm 2007, Pegasus đạt 15% thị phần nội địa, tăng lên 27% vào năm 2013. Năm 2019, hãng đã vận chuyển tổng cộng 29,87 triệu hành khách.
Vào tháng 11 năm 2011, Air Berlin và Pegasus Airlines đã ra mắt Air Berlin Turkey, nhằm vào thị trường thuê chuyến giữa Đức và Thổ Nhĩ Kỳ. Tuy nhiên, hãng hàng không mới đã được sáp nhập vào Pegasus Airlines vào ngày 31 tháng 3 năm 2013.
Công ty đã chào bán 34,5% cổ phần của mình ra công chúng. Cổ phiếu bắt đầu được giao dịch tại Borsa Istanbul với tên BİST: PGSUS vào ngày 26 tháng 4 năm 2013.
Tháng 10 năm 2016, Pegasus Airlines thông báo họ đang cung cấp ba máy bay của mình trên ACMI và thị trường cho thuê, cho biết số lượng hành khách đang giảm nghiêm trọng.

## Các nơi đến

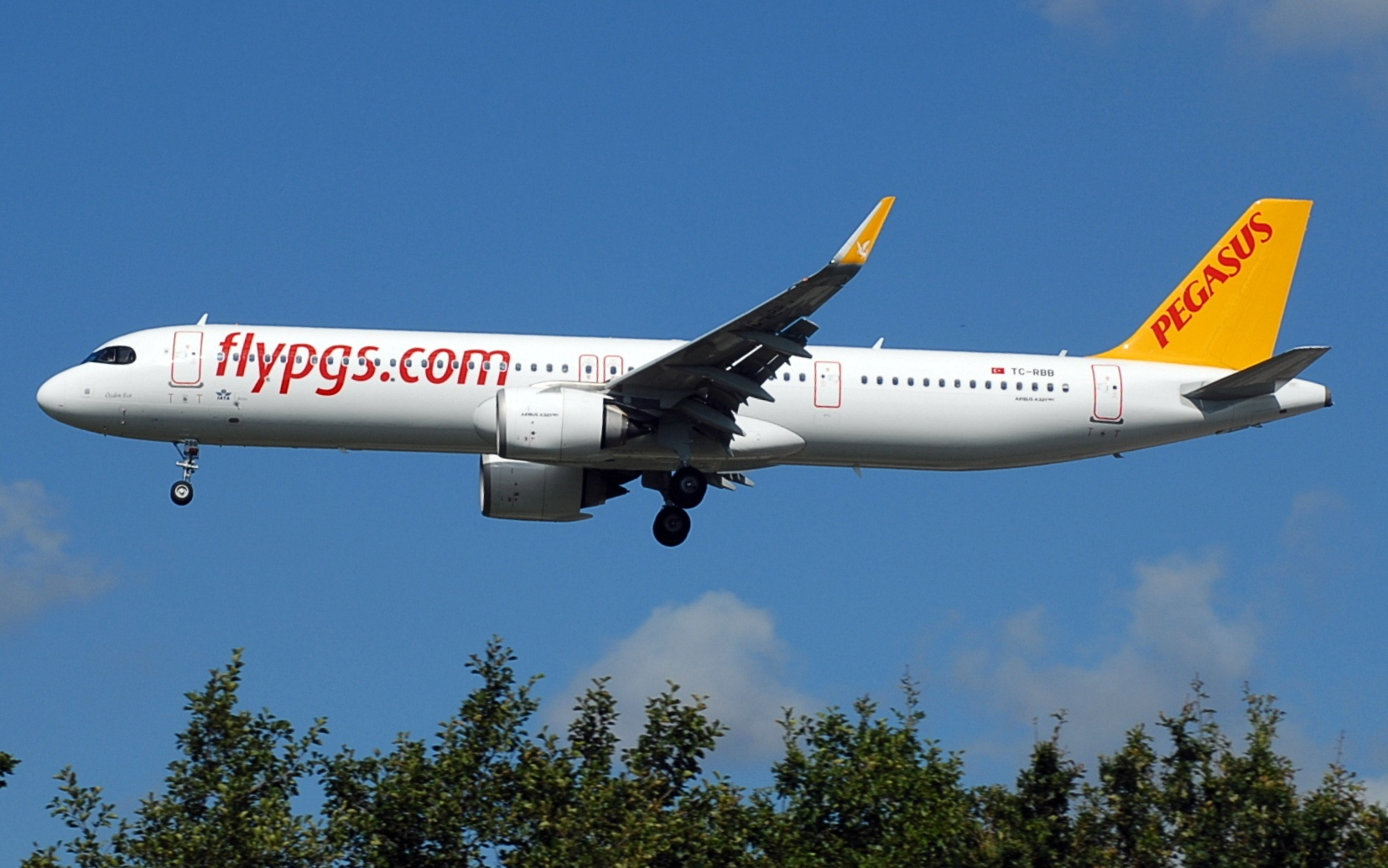
Airbus A321neo ACF hạ cánh tại Sân bay Manchester

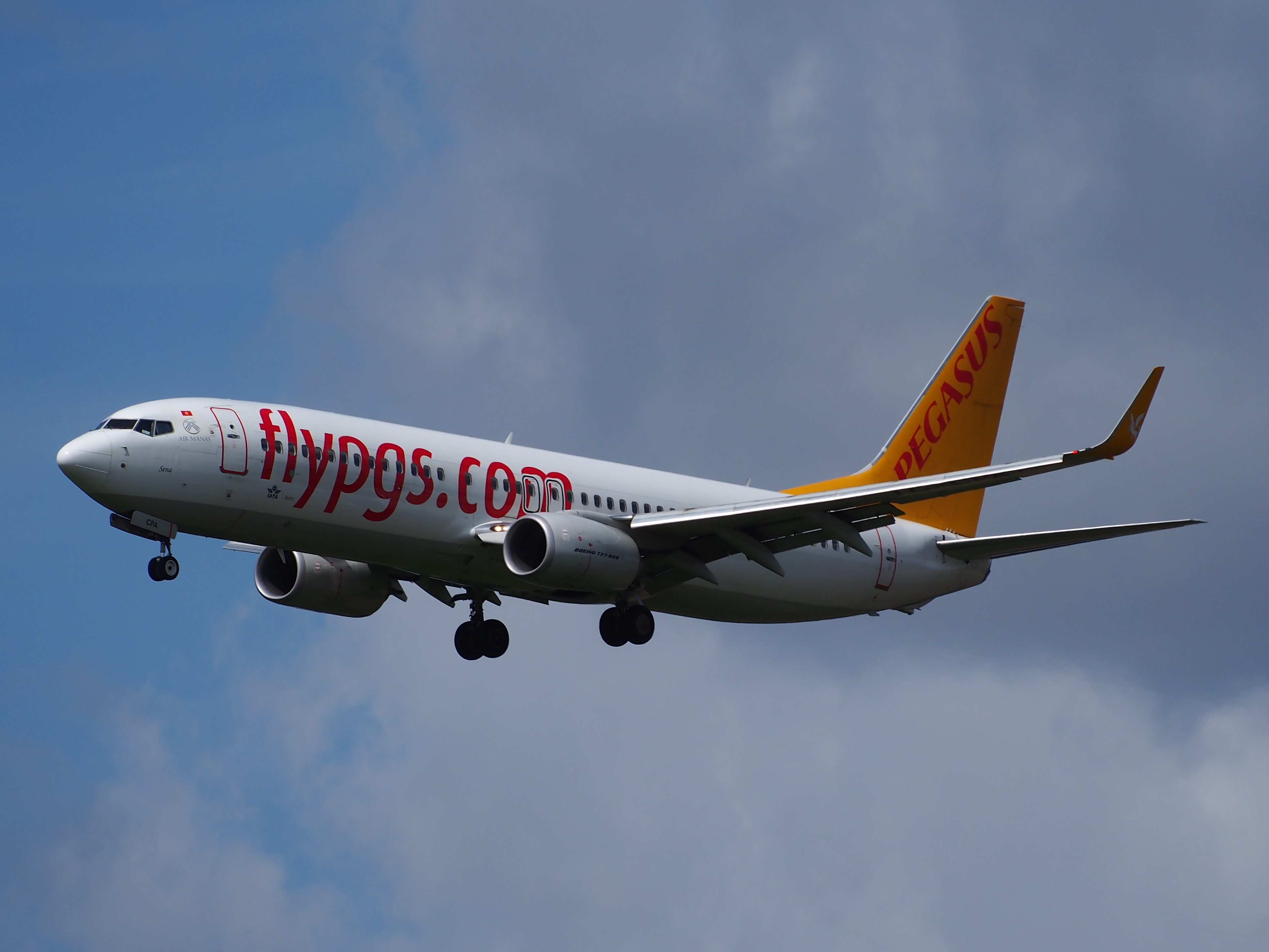
Boeing 737-800 hạ cánh tại Sân bay Amsterdam Schiphol

## Thỏa thuận liên danh
- Delta Air Lines
- Flynas
- ITA Airways
- KLM
- Nile Air
- Qatar Airways

## Đội bay

### Đang hoạt động

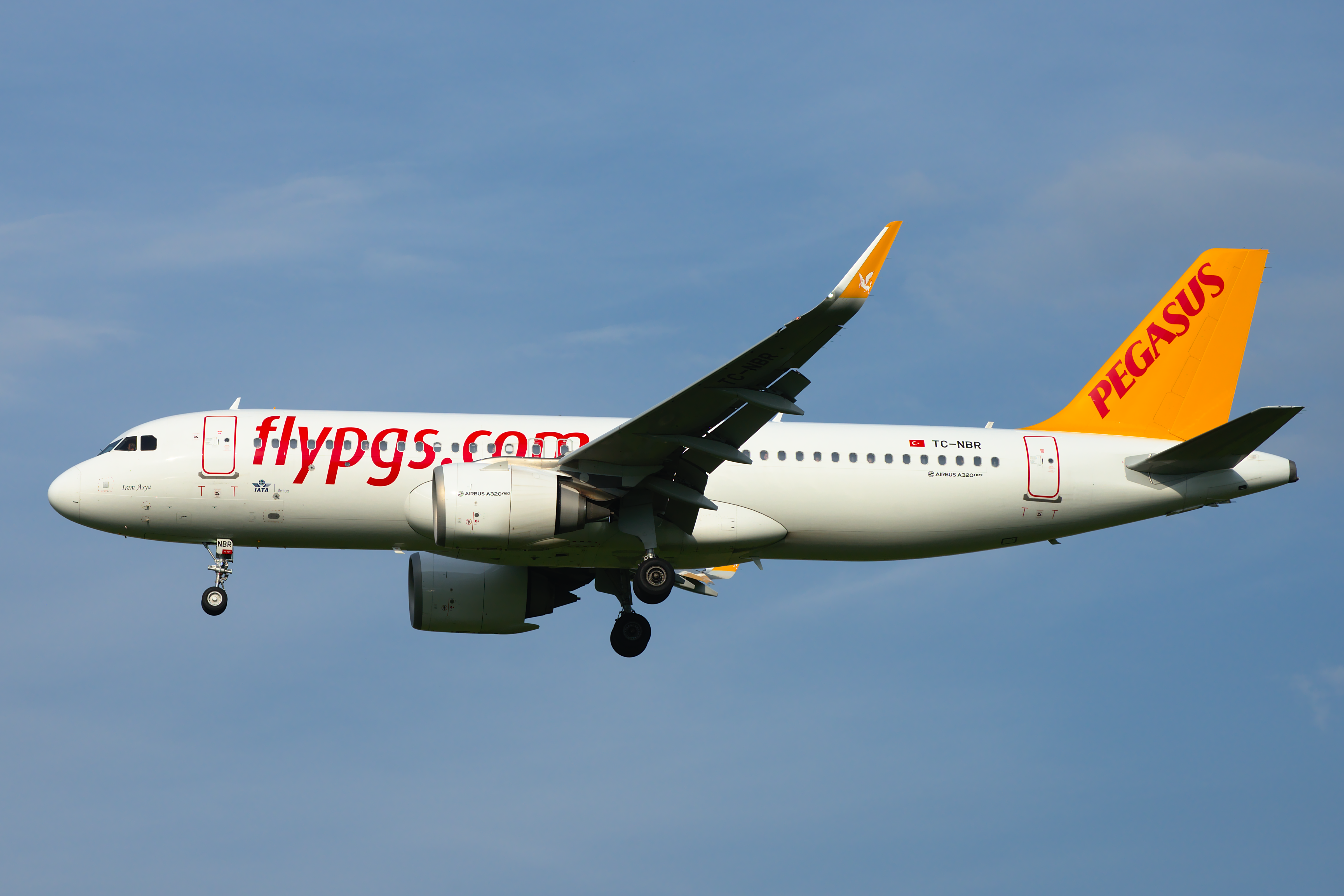
Airbus A320neo hạ cánh tại Sân bay Graz

Độ tuổi trung bình đội bay tính đến tháng 1 năm 2023 là 4.3 năm.
Tính đến tháng 1 năm 2023:
| Máy bay            | Đang vận hành | Đặt hàng | Hành khách | Ghi chú                                           |  |
| ------------------ | ------------- | -------- | ---------- | ------------------------------------------------- |  |
| Airbus A320-200    | 7             | —        | 180        | Tất cả các máy bay sẽ được loại bỏ dần.           |  |
| Airbus A320neo     | 46            | —        | 186        |                                                   |  |
| Airbus A321neo ACF | 25            | 47       | 240        |                                                   |  |
| Boeing 737-800     | 17            | —        | 189        | Tất cả các máy bay sẽ dừng hoạt động từ năm 2025. |  |
| Tổng cộng          | 95            | 47       |            |                                                   |  |

### Dừng hoạt động
- Airbus A300
- Boeing 737-300
- Boeing 737-400
- Boeing 737-500